# ОШ „Милован Глишић” Ваљевска Каменица
ОШ „Милован Глишић” Ваљевска Каменица, насељеном месту на територији града Ваљева, почела је са радом 1824. године. Данас у свом саставу, осим матичне школе има издвојена одељења уа Миличиници, Осладићу, Горњој Буковици, Доњој Каменици, Кацапа (Миличиница) и Оглађеновцу. Школа је данашње име добила у фебруару 1961. године.

## Историја
Редовна Каменичка школа је отворена 1829. године и од тада непрекидно ради. Прва школа у Доњој Каменици саграђена од коља и прућа, била је обложена блатом споља и унутра. На средини просторије налазио се плато са разгрнутим пепелом по коме се писало шиљком. Школа је временом премештена у приватне сеоске куће и тако је било све до завршетка Првог светског рата, када је саграђена зграда у Доњој Каменици. Како је ова зграда била исувише мала, на иницијативу мештана саграђена је нова школска зграда 1938. године. Немци су по свом доласку школску зграду запалили и том приликом изгорела је архива којом је школа располагала. 
Нова школска зграда сазидана је после рата на истом месту, где се и сада налази. Од школе одваја се једно одељење које прелази 1934. године у Горњу Каменицу. Ово одељење је смештено најпре у приватну кућу Миће Василића, а од 1936. године прешло је у Горњу Каменицу у зграду Среског начелства у Каменици, где се и сада налази. Од 1946. године отварају се одељења виших разреда. Нова школска зграда у Каменици саграђена је и предата на употребу 1978. године.
Школи у Каменици припојено је 1963. године седам четворазредних школа из подручних села. То су школе: 
- у Горњој Буковици која је почела са радом 1912. године,
- у Доњој Каменици, која је најстарија школа у крају и са редовним радом почела је 1927. године,
- на Кацапи (Миличиница), која је почела са радом 1952. године и
- у Миличиници која је поред школе у Доњој Каменици најстарија школа,
- у Оглађеновцу која је почела  са радом 1917. године,
- у Осладићу почела је са радом 1908. године и
- у Убићу (Миличиница) која је почела са радом 1945. године.

Зграда бившег среског начелства у Горњој Каменици у којој је била школа од 1934. године обновљена је и осавремењена са кабинетском наставом, учионицом за информатику, салом за физичко и пуштена у рад 12. јула 2001. године.